# Меккелев дивертикул
Меккелев дивертикул (по имени немецкого анатома Иоганна Фридриха Меккеля—Младшего, 1781—1833) — локальное мешковидное выпячивание стенки подвздошной кишки, образовавшееся вследствие неполного заращения желточного протока, который участвует в питании зародыша, на расстоянии 10-100 см от
илеоцекального угла. Меккелев дивертикул принято считать истинным дивертикулом, так как его стенка содержит все слои кишки. Средняя длина — 5-7 см, но бывают дивертикулы и большего размера. Меккелев дивертикул является наиболее частой врожденной аномалией развития желудочно-кишечного тракта.
Располагается в большинстве случаев на последних (дистальных) 50 см подвздошной кишки.

## Эпидемиология
В американской медицине есть «правило двух»: 2 дюйма длиной, 2 фута от илеоцекального клапана, 2 % популяции, чаще всего проявляется в 2 года жизни, в 2 раза чаще встречается у лиц мужского пола.

## Клиническая картина
Может никак себя не проявлять, но может воспаляться и симулировать клиническую картину острого аппендицита. Поэтому при операциях по поводу аппендицита обязательно должен быть выполнен осмотр тонкой кишки на расстояние до 1 метра.
Основными клиническими признаками Меккелева дивертикула являются: мелена, боль в правом нижнем квадранте живота, заворот кишки, кишечная непроходимость.

## Осложнения
Эпителий примерно одной трети дивертикулов относят к эпителиям железистого типа, способных вырабатывать соляную кислоту. Возможно возникновение хронической язвы, которая, в свою очередь, может осложниться перфорацией или кровотечением.
В крайних случаях нарушения обратного развития Меккелев дивертикул заканчивается прочным рубцовым тяжем толщиной со шнурок от ботинок, который прикрепляется изнутри брюшной полости к пупочному кольцу. В этом случае Меккелев дивертикул может стать причиной угрожающего жизни заболевания — кишечной непроходимости.

## Диагностика
Диагностика данного заболевания на основании клинической картины часто затруднена, так как симптомы неспецифичны. Используют такие методы инструментальной диагностики, как радионуклидное сканирование, колоноскопия, беспроводная капсульная эндоскопия и энтероскопия, УЗИ, КТ.